# Labanda submuscosa
Labanda submuscosa är en fjärilsart som beskrevs av Walker 1865. Labanda submuscosa ingår i släktet Labanda och familjen trågspinnare. Inga underarter finns listade i Catalogue of Life.